# Nicolás Acuña
Nicolás Acuña Fariña (Santiago, Chile; 27 de enero de 1972) es un director cinematográfico y televisivo chileno.

## Biografía
En 1973 luego del Golpe militar del 11 de septiembre de 1973, su familia parte al exilio y se radica en Suecia hasta el año 1978. De vuelta en a su país natal, comienza tempranamente su afición por la fotografía, instalando en su propia casa un laboratorio artesanal. A los diecisiete años estudia en la Escuela Foto Forum de Santiago, y cumple paralelamente tareas como reportero gráfico de la revista Apsi, registrando imágenes de las protestas callejeras contra el régimen militar de Augusto Pinochet. 
En 1990 viaja a estudiar a Argentina donde permanece hasta 1995, graduándose como Director de cine  en la Escuela de Arte Cinematográfico de Buenos Aires. En 1992 asiste al seminario de guion que imparte Jorge Goldemberg y en 1994 a un Seminario de Grandes Directores, dirigido por el polaco Krysztof  Kieslowsky. En su etapa de estudiante realiza, escribe y produce dos cortometrajes, en 1991, Espejo de barro y en 1994 Agüita heladita. En 1996, trabaja como Director de fotografía del filme El calor del silencio de Rodrigo Sepúlveda, y en 1998 realiza y produce su primer largometraje, Cielo ciego. Es la historia de una familia de delincuentes, cuya tesis sugiere que “el infierno puede estar en todas partes”, aunque según el crítico Ascanio Cavallo, el “tono esperpéntico” elegido por el realizador “oscurece su contacto con una realidad específica”. Se exhibe en varios festivales internacionales de cine: Róterdam, Toulouse, Buenos Aires, Valencia, Madrid, Bolivia, Chicago, y Florida (USA).
En 2000, dirige el telefilm La tercera oreja y el documental Crónicas policiales para la Televisión Nacional de Chile. En su segundo largometraje, Paraíso B, estrenado en el 2002, con la participación de algunos intérpretes importantes como Nelson Villagra y Leonor Varela. En los años posteriores, Acuña vuelve a la televisión, realizando dos temporadas de la exitosa serie JPT: Justicia para todos, fuera de otros trabajos menores. De este contacto con el canal nacional surge su proyecto de nuevo largometraje: aprovechando el material que proporciona Rojo, la película, un popular programa que busca nuevos valores jóvenes de la música y la danza, prepara lo que parece que será el primer musical del cine chileno. 
En 2006 sigue trabajando en la TV con las exitosa series Cárcel de Mujeres, Los Archivos del Cardenal y El reemplazante. En una entrevista dijo «[...] "En Chile los presupuestos para ficción son pequeños y escasos. Y cuando hablo de calidad, quiero decir tener presupuesto relativamente acorde con la exigencia de un buen guion. Llevo más de 10 años haciendo series y todas han resultado porque ha tenido un importante porcentaje de apoyo del CNTV, sino sería imposible. Estaríamos haciendo otro tipo de ficción, otros temas... otra cosa»". Entremedio, vuelve a realizar un cine más personal e íntimo con el filme Bahía Azul, estrenado en 2012.
En 2014 asume como Director de programación de Televisión Nacional de Chile, asignado por el directorio y presidido por su directora ejecutiva, Carmen Gloria López. En julio de 2015 renuncia a su cargo tras los pésimos resultados en la programación, lo que produce la una histórica crisis financiera en el canal de televisión.
El 2016 asume como Director de la Carrera de Cine y Televisión de la Universidad de Chile.

## Filmografía
Director
- Cielo ciego (1998)
- La tercera oreja (2000)
- Crónicas policiales (2000)
- Paraíso B (2002)
- JPT: Justicia para todos (2004-2005)
- Rojo, la película (2006)
- Hotel para dos (2006)
- Cárcel de Mujeres (2007-2008)
- Bahía azul (2008)
- Algo habrán hecho por la historia de Chile (2010)
- Los archivos del cardenal (2011-2014)
- El reemplazante (2012-2013)
- Sitiados (2014)
- Berko (2020)
- Inés del alma mía (2021)

Guionista
- Espejo de barro
- Agüita bendita

## Premios
- Premio Altazor 2012: Mejor dirección (Los archivos del cardenal)
- Premio Altazor 2013: Mejor dirección (El reemplazante)

### Nominaciones
- Festival Internacional de Cine de Viña del Mar 2002: Mejor dirección (Paraíso B)
- Premio Altazor 2003: Mejor dirección (Paraíso B)
- Premio Altazor 2005: Mejor dirección (JPT: Justicia para todos)
- Premio Altazor 2007: Mejor dirección (JPT: Justicia para todos)
- Premio Altazor 2009: Mejor dirección (Cárcel de Mujeres)
- Premio Altazor 2011: Mejor dirección (Algo habrán hecho por la historia de Chile)